# Attentat de Beyrouth du 15 août 2013
L'attentat de Beyrouth du 15 août 2013 est commis lors du conflit libanais de 2011-2017.

## Déroulement
Une voiture piégée explose à 18H20 dans la banlieue sud de Beyrouth, près du complexe des Martyrs du Hezbollah, à un carrefour de Roueiss, un secteur résidentiel et commercial densément peuplé,.

## Bilan humain
Le ministère de la santé donne le 17 août un bilan de 27 morts et de 336 blessés. 

## Revendication
L'attentat est revendiqué par un groupe inconnu : les brigades d'Aïcha Oum Al-Mouminine, qui se réclame de la rébellion syrienne,. Dans sa vidéo de revendication, le groupe présente Hassan Nasrallah comme « un agent de l'Iran et d'Israël » et promet d'autres attaques,. 
L'attentat survient alors que la veille, Hassan Nasrallah, le secrétaire général du Hezbollah, avait affirmé avoir pris des mesures pour éviter un nouvel attentat, après celui du 9 juillet, qui avait fait une cinquantaine de blessés et qui avait été revendiqué par un autre groupe syrien inconnu, la Brigade 313.

## Réactions
Le président libanais Michel Sleiman dénonce un attentat « terroriste », « criminel » et « lâche », qui porte selon lui les « empreintes d'Israël »
Le 16 août, l'état-major de l'Armée syrienne libre condamne l'attentat qu'il qualifie d'« acte criminel qui a visé des civils ».
Le secrétaire général des Nations unies, Ban Ki-moon, et le Conseil de sécurité de l'ONU condamnent également l'attentat.